# 续航里程
续航里程是指电动载具仅在電動車電池的供電下可行驶的最大里程。对于純電動車而言，它意味着每次充滿電後可以達到的最大里程，通常在150至400 英里之间。 对于插電式混合動力車来说，它意味着不用油下可達到的最大续航里程，通常在 20至40英里之间。 